# 圣巴斯弟盎堂 (圣塞瓦斯蒂安)

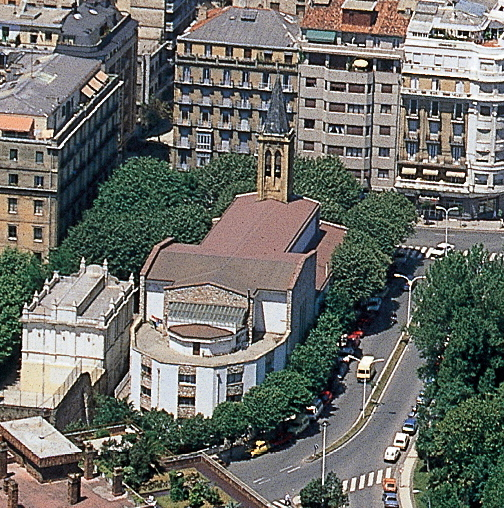

圣巴斯弟盎堂（Iglesia de San Sebastián Mártir）俗称“安蒂果教堂”（Iglesia del Antiguo）是一座天主教的堂区教堂，位于圣塞瓦斯蒂安安蒂果（Antiguo）区的阿方索十三世广场（Plaza Alfonso XIII）和马蒂亚街（Calle Matia）。

## 历史
多数历史学家认为这座教堂已有一千多年的历史。1836年第一次卡洛斯战争结束，安蒂果教堂成为道明会的修道院教堂。第三次卡洛斯战争（1872-1876年）结束后，1888年古堡扩建，由两西西里的玛丽亚·克里斯蒂娜王后表示对这座教堂所在的地区感兴趣，为土地的买卖买单。目前的教堂于1888年9月24日奠基。玛丽亚·克里斯蒂娜和她的儿子阿方索十三世，出席了1889年9月7日新建筑的祝圣仪式。1888年7月11日，圣塞巴斯蒂安市长吉尔·拉劳里（Gil Larrauri）致函圣塞巴斯蒂安教区主教，要求允许她搬到马蒂亚街，以便建造米拉马尔宫。
1889年增加了一座钟楼，以利用附近洛雷托修道院被拆除后留下的材料。这项工作是由市政建筑师何塞·戈伊卡·巴尔卡·伊兹特吉（José Goicoa Barcaíztegui）完成的。 
建筑师巴勃罗·扎巴洛·巴拉林（Pablo Zabalo Ballarin，1893-1961年）负责起草扩建项目，他不久去世，由安德烈斯·巴雷内特谢亚（Andres Barenetxea）继续完成。1961年11月旧教堂开始改建，新教堂开工。新教堂于1964年5月1日落成。

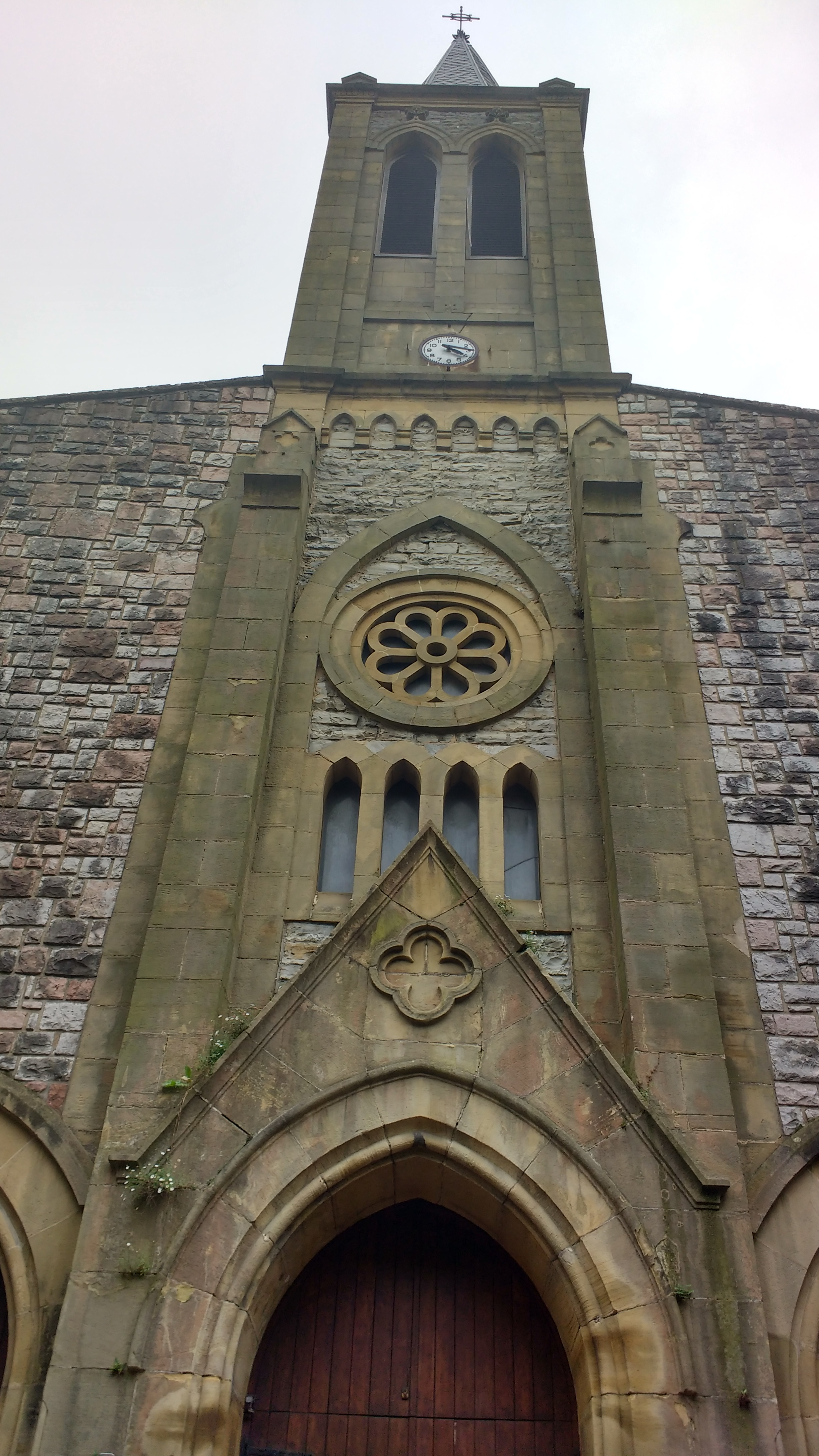
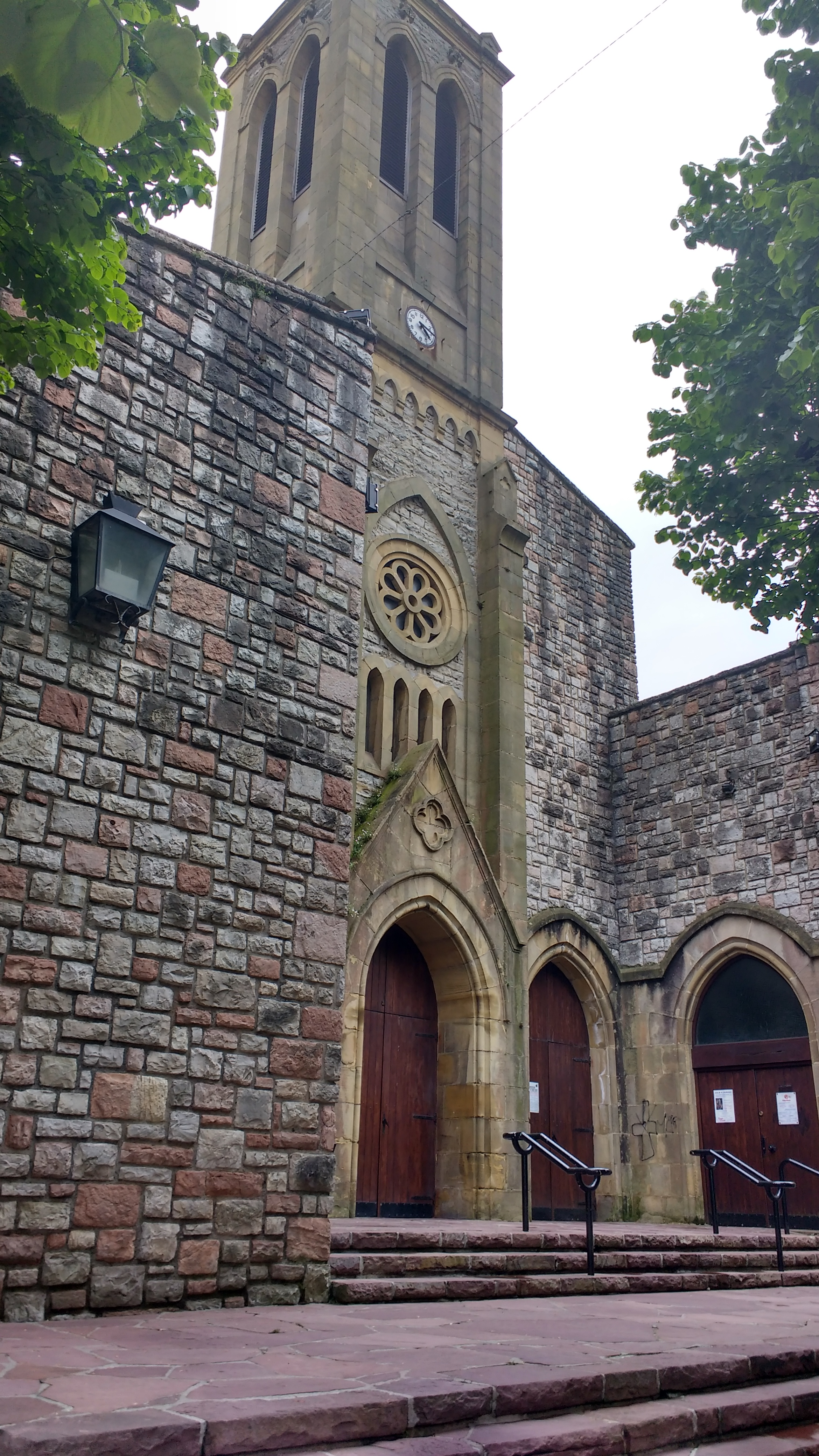
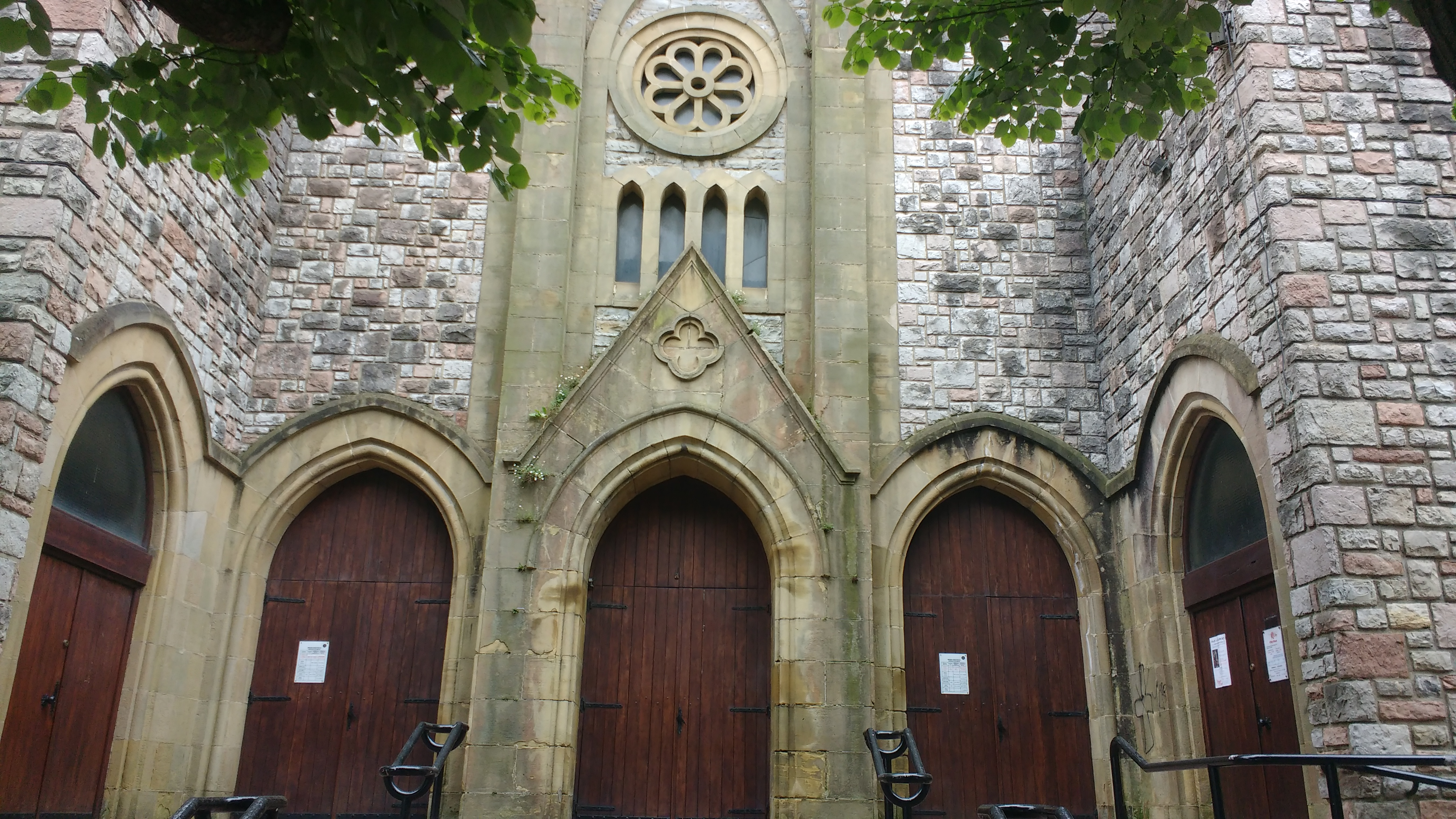